# Дурови (артисти цику)
Ду́рови — династія російських циркових артистів і дресирувальників тварин. Родоначальниками були брати Анатолій Леонідович і Володимир Леонідович Дурови — основоположники російської школи гуманного дресирування.

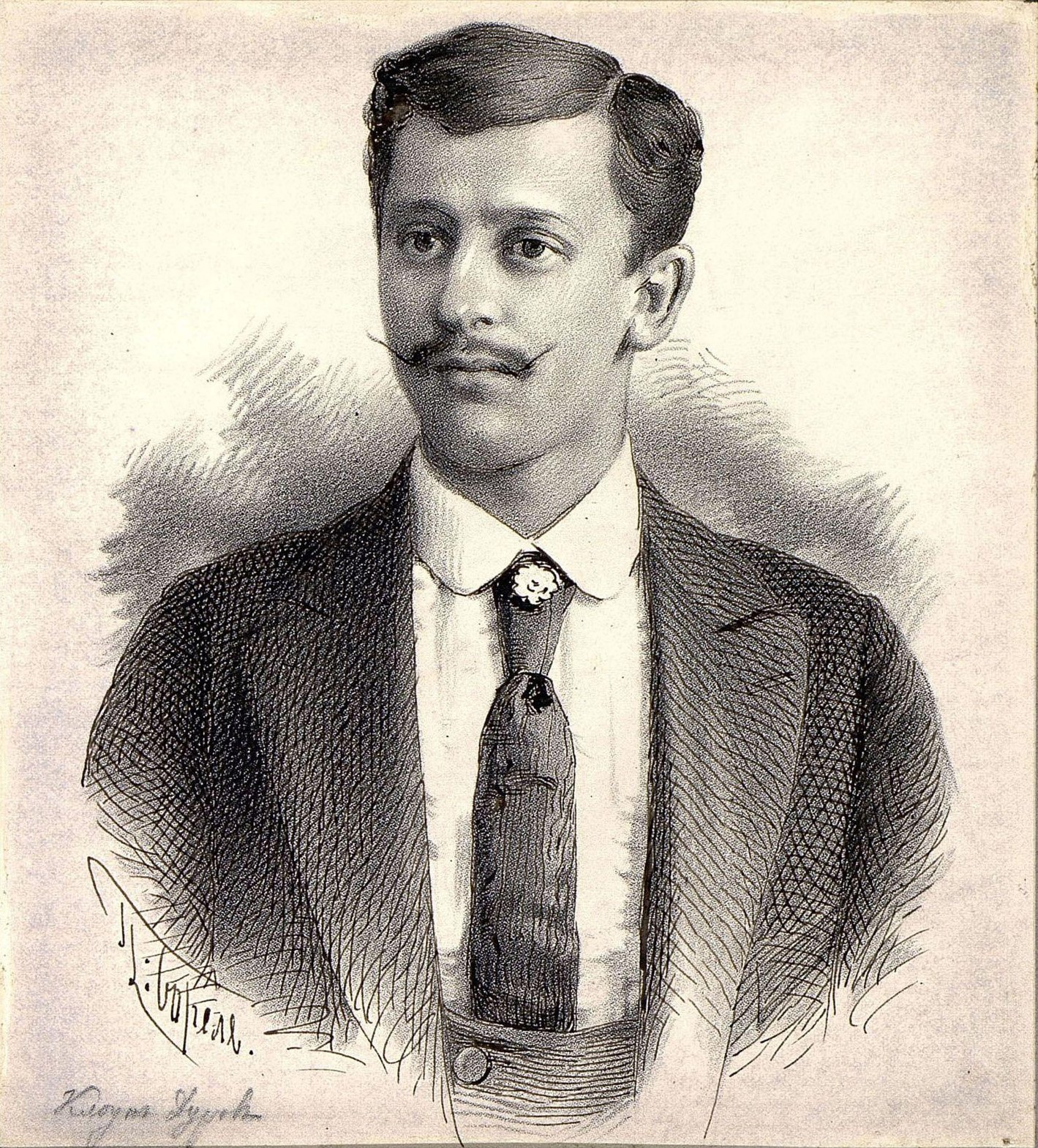
Анатолій Леонідович.

Анатолій Леонідович (нар. 26 листопада [ 8 грудня ] 1864, Москва — пом. 8 [21] січня 1916, Маріуполь) дебютував 1879 року у Москві. Виступав у жанрі громадсько-політичної сатири, виконував акробатичні, еквілібристичні і жонглерські номери, показував фокуси. Клоун-дресирувальник з 1882 року. Гастролював у Німеччині, Австро-Угорщині, Франції, Іспанії, Італії. У Києві гастролював у 1889, 1897, 1904, 1908, 1915 роках. Виступав із сатиричною програмою «Війна тварин XX століття».
Його син Анатолій (нар. 26 листопада [ 8 грудня ], Воронеж — пом. 19 листопада 1928, Іжевськ) дебютував у 1914 році у місті Рязані. За висміювання апологетики Першої світової війни засланий до міста Котельнича. З 1917 року знову повернувся до цирку, виступав із великою групою дресированих тварин і птахів. Гастролював за кордоном. Випадково застрелений під час полювання.
Онук Володимир Григорович (нар. 3 [16] квітня 1909, Воронеж — пом. 14 березня 1972, Москва) після смерті дядька працював з його групою тварин. З 1928 року виступав і в Іжевському цирку, поєднуючи сатиричну клоунаду з показом дресированих тварин. Гастролював у Великій Британії, Бельгії, Люксембурзі, Італії, Франції.
Онука Тереза Василівна (нар. 5 вересня 1926, Воронеж — пом. 28 липня 2012, Москва) виступала в цирку з 1947 року. Номери були з групою різних тварин (поні, мавпи, зебри, верблюди, слони). У 1991 році у Москві організувала Міжнародний фестиваль клоунів.
Її дочка Тереза Ганнібалівна (нар. 3 жовтня 1953, Баку) впродовж 1966–1977 років виступала артисткою-дресирувальницеюв атракціоні матері; у 1979–1988 роках викладала в Деравному університеті цирково-естрадного мистецтва; у 1989–1990 роках працювала режисером радянсько-французького підприємства «Цирк — Москва»; у 1991–1993 роках — генеральний директор «Цирку „Июнь“»; з 1993 року — художній керівник Московського театру клоунади.

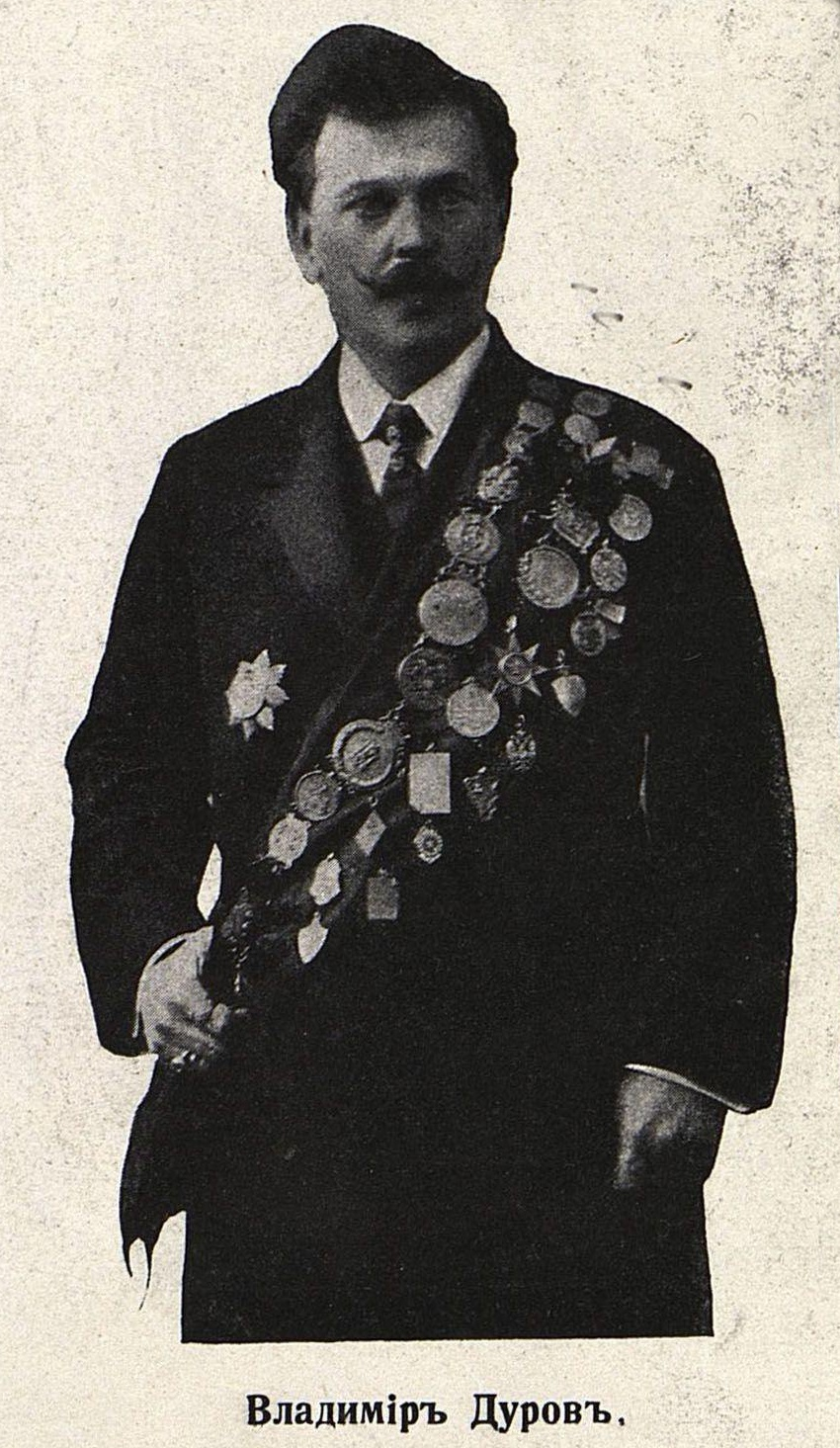
Володимир Леонідович.

Володимир Леонідович (нар. 25 червня [ 7 липня ] 1863, Москва — пом. 3 серпня 1934, Москва) дебютував 1883 року у Москві. З 1885 року працював у цирку Астрахані; виступав як клоун, силач, куплетист, фокусник, звуконаслідувач, дресирувальник. З 1887 року — клоун-дресирувальник і сатирик у цирку Саламонського у Москві. Відвідував лекції Івана Сєченова з фізіології тварин, займався проблемами наукового обґрунтування мистецтва дресирування. У 1912 році організував у Москві власний звіринець. Першим із дресирувальників опирався на теорію Івана Павлова про умовні рефлекси тварин. Вперше порушив питання про створення циркової школи і розробив для неї навчальний план. У Москві створив Куточок-музей його імені. У Києві гастролював у 1893, 1895, 1902, 1912, 1915, 1924 роках.
Його син Володимир (нар. 19 [16] січня 1888, Москва — пом. 14 [27] лютого 1912, Санкт-Петербург) виступав у цирку в Катеринославі.
Його дочка Ганна (нар. 25 травня 1900, Москва — пом. 21 квітня 1978, Москва) почала виступати під керівництвом батька. З 1934 року — художній керівник Куточка імені Дурова (нині Московський театральний комплексний центр «Країна чудес дідуся Дурова»), при якому у 1943 році заснувала й очолювала Театр звірів. Виступала з морськими левами.
Син Володимира Володимировича Юрій Володимирович (нар. 30 грудня 1909 [ 12 січня 1910 ], Санкт-Петербург — пом. 22 лютого 1971, Брюссель) дресируванню навчився у діда — Володимира Леонідовича, був його асистентом. Гастролював у Польщі. З 1936 року виступав із власним атракціоном, яким з 1971 року керує його син Юрій (нар. 11 жовтня 1954, Тбілісі).
Дочка Юрія Володимировича Наталія (нар. 13 квітня 1934, Москва — пом. 27 листопада 2007, Москва) під час Другої світової війни разом з батьком виступала у складі фронтових бригад на передовій. Дресирувала рисей, морських котиків, морських слонів, чапель. Світове визнання їй принесли унікальні атракціони з моржами та ексклюзивний номер із морським левом. У 1978 році очолила Куточок імені Дурова.